# Aligatori
Aligatori (Alligatoridae) su porodica, koja spada u red krokodila. Krokodili, uz red kornjača, podred guštera i podred zmija čine razred gmazova. Aligatori su vrlo slični porodici pravih krokodila (Crocodylidae). Ova porodica ima dvije potporodice, prave aligatore (Alligatorinae) i kajmane (Caimaninae).
Aligatori žive u slatkovodnim prostorima kao što su bare, rijeke i močvare. Iako imaju teško tijelo i spor metabolizam, aligatori mogu postići brzinu od 30 mph. Njihov plijen su uglavnom manje životinje koje ubiju i pojedu jednim ugrizom. Oni mogu ubiti i veći plijen odvlačeći ga u vodu da se utopi. Plijen koji ne mogu progutati odjednom ostave da trune ili grizu dok ne dobiju komade za gutanje odjednom. 
Aligatori su solidarne životinje, a najveći, i mužjak i ženka, branit će svoj teritorij. Manji aligatori imaju veću tolerenciju prema većim zbog razlike u veličini.
Aligatori se pare sezonski, za vrijeme proljeća kad se voda ugrije. Ženka polaže jaja u gnijezdo koje djeluje kao inkubator. Svoja jaja će štititi dok se ne izlegu. Mlade će štititi godinu dana ako ostanu na tom prostoru. Obe vrste su tamnije u boji, gotovo crne (iako kineski aligator ima svjetlijih tonova). U aligatora se mogu vidjeti samo gornje čeljusti kad su usta zatvorena (kod krokodila se vide svi zubi), no mnoge deformacije čeljusti kod životinja identifikaciju čine težom. 
Ime alligator je anglikanizirani oblik španjolske fraze el lagarto (gušter), a dali su im ga konkvistadori koji su stigli na Floridu i vidjeli aligatore. 

### Podjela
- Porodica aligatora (Alligatoridae)
  - Potporodica pravih aligatora (Alligatorinae)
    - Alligator mississippiensis, američki aligator
    - Alligator sinensis, kineski aligator

  - Potporodica kajmana (Caimaninae)
    - Caiman crocodilus
    - Caiman latirostris
    - Caiman yacare
    - Melanosuchus niger
    - Paleosuchus trigonatus
    - Paleosuchus palpebrosus

Točni srodnički odnosi između aligatora kao i u odnosu na druge grupe unutar reda krokodila su još uvijek u velikoj mjeri nejasni. Ovdje je prikazana prihvaćena hipoteza o odnosima unutar porodice aligatora.
Alligatoridae
```
|-- Alligatorinae 
pravi aligatori

|-- Caimaninae 
kajmani

     |--
Palaeosuchus

     '--N. N.
         |-- 
Caiman
 
pravi kajmani

         '-- 
Melanosuchus
```

## Drugi projekti
|  | Zajednički poslužitelj ima još gradiva o temi Aligatori |
|  | Wikivrste imaju podatke o taksonu Aligatorima           |